# Powiat Dolný Kubín
Powiat Dolný Kubín (słow. okres Dolný Kubín) – słowacka jednostka podziału administracyjnego znajdująca się w kraju żylińskim, na terenie historycznych regionów Orawy i w mniejszej części Liptowa. Powiat Dolný Kubín zamieszkiwany był przez 39 364 obywateli (w roku 2001), zajmuje obszar 490 km². Średnia gęstość zaludnienia wynosi 80,33 osób na km².

## Demografia
Narodowości:
- Słowacy 98,2%
- Czesi 0,7%

Religie:
- katolicy 68,8%
- luteranie 20,0%